# داني هوفمان
داني هوفمان (بالإنجليزية: Danny Hoffman)‏ هو لاعب كرة قاعدة أمريكي، ولد في 2 مارس 1880 في كانتون في الولايات المتحدة، وتوفي في 14 مارس 1922 في مانشستر في الولايات المتحدة.